# Venezuela en los Juegos Olímpicos de Sochi 2014
Venezuela estuvo representada en los Juegos Olímpicos de Sochi 2014 por una delegación de un atleta, conformada por Antonio Pardo, en la especialidad de esquí alpino. Durante su participación fue acompañado por César Baena como Capitán de Equipo.
Es la cuarta ocasión que Venezuela participa en unos Juegos Olímpicos de Invierno; la primera vez fue en Nagano 1998 a manos de la atleta venezolana Iginia Boccalandro en la especialidad de luge. La segunda vez fue en Salt Lake City 2002 a manos de los atletas Iginia Boccalandro, Julio César Camacho, Chris Hoeger y Werner Hoeger, todos en la especialidad de luge. En Torino 2006 la delegación venezolana estuvo conformada por Werner Hoeger.

## Esquí alpino
Un atletas se han clasificado para esquí alpino: Antonio Pardo.
Masculino
| Atleta        | Evento         | 1ª ronda | 1ª ronda | 2ª ronda  | 2ª ronda  | Total     | Total     |
| Atleta        | Evento         | Tiempo   | Posición | Tiempo    | Posición  | Tiempo    | Posición  |
| ------------- | -------------- | -------- | -------- | --------- | --------- | --------- | --------- |
| Antonio Pardo | Gran combinada | DNF      | -        | No avanzó | No avanzó | No avanzó | No avanzó |